# Interleuchina 20
L'interleuchina 20 (IL-20) è una citochina con funzioni simili alle interleuchine della famiglia di IL-10.

## Struttura
IL-20 è una citochina codificata dal gene IL20 sul cromosoma 1. Il suo recettore è IL-20R, un recettore per citochine di tipo II, condiviso con IL-19 e IL-24. È prodotta da monociti, cheratinociti attivati e altre cellule epiteliali.

## Funzione
- IL-20 regola la proliferazione e la differenziazione dei cheratinociti durante l'infiammazione, in particolare a livello della cute.

- IL-20 è un fattore mitogeno per i progenitori delle cellule ematopoietiche.